# Стюйвенберг
Стюйвенберг (фр. château du Stuyvenberg, нидерл. Kasteel van Stuyvenberg) — замок в районе Брюсселя Лакен, расположенный к северо-западу от дворца Лакен, резиденции бельгийских королей. Построен в 1725 году, после смены многочисленных собственников был куплен монархами в 1840 году за 200 000 франков.
Первый король Бельгии Леопольд I использовал замок для размещения своей содержанки Аркадии Кларет и её детей. В 1930 и 1934 годах в замке появились на свет будущие короли Бодуэн и Альберт II. После Второй мировой войны до 1965 года в замке проживала вдова умершего в 1934 году короля Альберта I Елизавета Баварская. С 1999 и до своей смерти в 2014 году здесь жила королева Фабиола де Мора и Арагон, вдова короля Бодуэна, вместе с принцессой Астрид, сестрой короля Филиппа.